# Volleyball-Europapokal der Pokalsieger 1974/75 (Frauen)
Der Europapokal der Pokalsieger der Frauen 1974/75 war die 3. Auflage des Wettbewerbes, an der 18 Volleyball-Vereinsmannschaften aus 18 Ländern teilnahmen. Mit dem SC Traktor Schwerin gewann zum ersten Mal eine Mannschaft aus der Deutschen Demokratischen Republik den Europapokal der Pokalsieger. Die Schwerinerinnen blieben im gesamten Wettbewerb ungeschlagen und verwiesen im Finalturnier Titelverteidiger ZSKA Moskau aus der Sowjetunion auf den zweiten Rang.

## Teilnehmer
| Belgien - Dilbeek-Itterbeek SC Bulgarien - Slawia Sofia BR Deutschland - TV Biebrich 1846 Deutsche Demokratische Republik - SC Traktor Schwerin Frankreich - ASU Lyon Griechenland - Panathinaikos Athen | Italien - Orlandini Reggio Emilia Jugoslawien - Roter Stern Belgrad Niederlande - GK Groningen Österreich - Innsbrucker AC Polen - Start Łódź Portugal - C.D.U. Porto | Rumänien - Dinamo Bukarest Schweiz - Lausanne VC Sowjetunion - ZSKA Moskau Tschechoslowakei - Slávia UK Bratislava Türkei - Galatasaray Istanbul Ungarn - Dózsa Újpest Budapest |

## Modus
Von der Ausscheidungsrunde bis zum Viertelfinale spielten die Mannschaften im K.-o.-System. In beiden Runden gab es Hin- und Rückspiele. Nach dem Viertelfinale ermittelten dann die letzten vier Mannschaften in einem Finalrunden-Turnier den Europapokalsieger.

## Ausscheidungsrunde
|                      | Gesamt |                | Hinspiel | Rückspiel |
| -------------------- | ------ | -------------- | -------- | --------- |
| Galatasaray Istanbul | 6:4    | Innsbrucker AC | 3:2      | 3:2       |
| C.D.U. Porto         | 0:6    | ASU Lyon       | 0:3      | 0:3       |

## Achtelfinale
|                      | Gesamt |                         | Hinspiel | Rückspiel |
| -------------------- | ------ | ----------------------- | -------- | --------- |
| SC Traktor Schwerin  | 6:0    | Lausanne VC             | 3:0      | 3:0       |
| Dilbeek-Itterbeek SC | 0:6    | Slávia UK Bratislava    | 0:3      | 0:3       |
| GK Groningen         | 0:6    | Dózsa Újpest Budapest   | 0:3      | 0:3       |
| ASU Lyon             | 0:6    | ZSKA Moskau             | 0:3      | 0:3       |
| Roter Stern Belgrad  | 3:4    | Slawia Sofia            | 3:1      | 0:3       |
| Panathinaikos Athen  | 3:6    | Orlandini Reggio Emilia | 2:3      | 1:3       |
| Dinamo Bukarest      | :      | Galatasaray Istanbul    | :        | :         |
| TV Biebrich 1846     | :      | Start Łódź              | :        | :         |

1. ↑  beide Spiele fanden in Athen statt

## Viertelfinale
|                         | Gesamt |                       | Hinspiel | Rückspiel |
| ----------------------- | ------ | --------------------- | -------- | --------- |
| Dinamo Bukarest         | 1:6    | SC Traktor Schwerin   | 1:3      | 0:3       |
| Slávia UK Bratislava    | 4:3    | Dózsa Újpest Budapest | 3:0      | 1:3       |
| Orlandini Reggio Emilia | 6:1    | TV Biebrich 1846      | 3:1      | 3:0       |
| ZSKA Moskau             | 6:0    | Slawia Sofia          | 3:0      | 3:0       |

## Finalrunde
Die Finalrunde fand vom 6. bis 8. März in der belgischen Stadt Eupen statt.

### Spiele
| Datum       |                      | Ergebnis |                         |
| ----------- | -------------------- | -------- | ----------------------- |
| Do 6. März  | SC Traktor Schwerin  | 3:0      | Slávia UK Bratislava    |
| Do 6. März  | ZSKA Moskau          | 3:0      | Orlandini Reggio Emilia |
| Fr .7. März | Slávia UK Bratislava | 3:0      | Orlandini Reggio Emilia |
| Fr .7. März | SC Traktor Schwerin  | 3:2      | ZSKA Moskau             |
| Sa 8. März  | SC Traktor Schwerin  | 3:0      | Orlandini Reggio Emilia |
| Sa 8. März  | ZSKA Moskau          | 3:0      | Slávia UK Bratislava    |

### Abschlusstabelle
| Pl. | Verein                  | S | N | Sätze | Punkte |
| --- | ----------------------- | - | - | ----- | ------ |
| 1   | SC Traktor Schwerin     | 3 | – | 9:2   | 6      |
| 2   | ZSKA Moskau             | 2 | 1 | 8:3   | 5      |
| 3   | Slávia UK Bratislava    | 1 | 2 | 3:6   | 4      |
| 4   | Orlandini Reggio Emilia | – | 3 | 0:9   | 3      |

 Europapokalsieger

## Europapokalsieger
| 1.                           | SC Traktor Schwerin |
| ---------------------------- | --- |
| Logo vom SC Traktor Schwerin | Spielerinnen: Helga Offen , Anke Westendorf, Jutta Balster, Dorit Vollrath, Cornelia Rickert, Maibohm, Angelika Starck, Renate Krause, Trainer: Gerhard Fidelak |